# Nanoose Indian Reserve
Nanoose Indian Reserve (franska: Réserve indienne Nanoose) är ett reservat i Kanada.   Det ligger i Regional District of Nanaimo och provinsen British Columbia, i den sydvästra delen av landet, 3 600 km väster om huvudstaden Ottawa.
Runt Nanoose Indian Reserve är det tätbefolkat, med 276 invånare per kvadratkilometer.